# 스모크 (영화)
《스모크》(영어: Smoke)는 미국에서 제작된 웨인 왕 감독의 1995년 독립 영화이다. 윌리엄 허트, 하비 카이텔, 스토커드 채닝 등이 출연하였고, 그레그 존슨 등이 제작에 참여하였다.

## 출연
- 윌리엄 허트
- 하비 카이텔
- 스토커드 채닝
- 해럴드 페리노
- 재러드 해리스
- 잔카를로 에스포시토
- 호세 수니가
- 애슐리 저드
- 포리스트 휘터커
- 멀릭 요바
- 빅터 아고
- 디어드러 오코널
- 미셸 허스트
- 에리카 김플

## 기타 제작진
- 라인 제작: 다이애나 필립스
- 배역: 빌리 홉킨스, 킴 오션, 하이디 레빗
- 미술: 칼리나 이바노브
- 의상: 클로디아 브라운, 척 킨